# Эрлих, Роберт
Роберт Лерой (Боб) Эрлих-младший (англ. Robert Leroy "Bob" Ehrlich, Jr.; род. 25 ноября 1957, Орбатас, округ Балтимор, Мэриленд) — американский политик. 60-й губернатор штата Мэриленд (2003—2007).

## Биография
Родился 25 ноября 1957 года в рабочем пригороде Балтимора Орбатас (Мэриленд). Отец, Роберт Эрлих-старший — бывший морской пехотинец, ветеран Корейской войны, занимается торговлей. Мать, Нэнси — помощник юриста. Роберт-младший получил стипендию для обучения в балтиморской Gilman School, а затем — в Принстонском университете, который окончил в 1979 году и поступил в юридическую школу университета Уэйк Форест, окончил её в 1982 году и около десяти лет работал в нескольких адвокатских бюро Балтимора. В 1994 году избран от Республиканской партии в Палату представителей США, а в 2002 году избран губернатором Мэриленда. Одним из важнейших его достижений за время пребывания в этой должности с 2003 по 2007 год стало принятие Bay Restoration Act, призванного улучшить экологическую ситуацию в Чесапикском заливе. Роберт Эрлих женат на Кендел Сибиски (Kendel Sibiski Ehrlich), бывшей помощнице государственного адвоката, у супругов есть двое сыновей: Дрю и Джошуа.
Победив на выборах 6 ноября 2002 года кандидата Демократической партии, старшую дочь Роберта Кеннеди Кэтлин Кеннеди Таунсенд, Эрлих стал первым республиканцем — губернатором Мэриленда с 1966 года, когда Спиро Агню одолел демократа, выступавшего за расовую сегрегацию.
19 мая 2005 года губернатор Эрлих наложил вето на закон штата Fair Share Health Care Act, требующий от работодателей, имеющих более 10 тыс. занятых, тратить не менее 8 % прибыли на социальное страхование своего персонала, либо выплачивать эту сумму в бюджет штата. Закон получил в прессе наименование «билль Wal-Mart», потому что эта торговая сеть к моменту принятия данного законодательства оставалась практически единственной крупной компанией, не соблюдавшей указанное требование добровольно.
В 2010 году Эрлих снялся в коротком документальном фильме Our Story, в котором прослеживается история жизни мальчика, в возрасте около двух лет заболевшего неизлечимой болезнью Тея — Сакса.
В 2014 году Боб Эрлих публично делал заявления, в которых не отрицал возможности его вступления в борьбу за президентское кресло.